# 圣经中的无花果树
无花果树及其果实无花果在《希伯来圣经》和《新约圣经》中都曾数次出现；但是那里不仅仅是指这种地中海地区常见的果树，还是一种特别的象征，被赋予了各种解释。

## 希伯来圣经中的无花果树

### 神最初创造某些植物
|                                             | 上帝説：“地要長出青草和結種子的植物，又要長出結果子的樹木，各按其類；果子裏要有種子，在地上生長。”事就這樣成了。地上長出青草和結種子的植物，各按其類;又長出結果子的樹木，果子裏都有種子，各按其類。上帝看這是好的。 |
| ——《創世記》第1章第11节至第12节参（和合本） | |

通常所谓无花果（学名：Ficus carica）属于桑科榕属，是浆果树种，其果实一般被认为“无核”，成熟后果实里有一些状如小米粒的黑色小颗粒。榕属的另一种树，埃及的西克莫无花果（学名：Ficus sycomorus）也在《圣经》中被提到，例如在《列王紀上》第10章第27节参和《路加福音》第19章第4节参（和合本汉译作“桑树”）。

### 伊甸园里的无花果树
有些教派認為生命樹就是無花果樹，有的卻認為分別善惡的樹才是。但都無公認的證據。
|                                  | 耶和華上帝在東方的伊甸立了一個園子，把所造的人安置在那裡。耶和華上帝使各樣的樹從地裡長出來，可以悅人的眼目，其上的果子好作食物。園子當中又有生命樹和分別善惡的樹。……耶和華上帝吩咐他說：「園中各樣樹上的果子，你可以隨意吃，只是分別善惡樹上的果子，你不可吃，因為你吃的日子必定死！」 |
| ——《創世記》第2章第8节至第17节参 | |

當亞當、夏娃吃了禁果後，他們用無花果樹的葉子為自己編做裙子。
|                                 | 於是女人見那棵樹的果子好作食物，也悅人的眼目，且是可喜愛的，能使人有智慧，就摘下果子來吃了，又給她丈夫，她丈夫也吃了。他們二人的眼睛就明亮了，才知道自己是赤身露體，便拿無花果樹的葉子為自己編做裙子。天起了涼風，耶和華上帝在園中行走。那人和他妻子聽見上帝的聲音，就藏在園裡的樹木中，躲避耶和華上帝的面。 |
| ——《創世記》第3章第6节至第8节参 | |

### 迦南美地的常见物产
无花果树是以色列和巴勒斯坦等地方地中海沿岸地区的常见产物之一，在《圣经》中常提到及用来比喻。
|                                           | 你要谨守耶和华你神的诫命，遵行他的道，敬畏他。因为耶和华你神领你进入美地，那地有河、有泉、有源，从山谷中流出水来。那地有小麦、大麦、葡萄树、无花果树、石榴树、橄榄树和蜜。你在那地不缺食物，一无所缺。那地的石头是铁、山内可以挖铜。 |
| ——《申命記》第8章第6节至第9节参（和合本） | |

### 上主惩治以色列人
|                                       | 耶和华说：我必使他们全然灭绝；葡萄树上必没有葡萄，无花果树上必没有果子，叶子也必枯乾。我所赐给他们的，必离开他们过去。 |
| ——《耶利米书》第8章第13节参（和合本） | |

## 新约圣经中的无花果树

### 耶稣咒诅一棵无花果树
耶稣对一棵无花果树的诅咒发生在耶稣洁净圣殿前后，这个事件被记载于《馬可福音》第11章参和《馬太福音》第21章参。
|                                                | 耶稣进了耶路撒冷，入了圣殿，周围看了各样物件。天色已晚，就和十二个门徒出城，往伯大尼去了。 第二天，他们从伯大尼出来，耶稣饿了。远远的看见一棵无花果树，树上有叶子，就往那里去，或者在树上可以找着甚麽。到了树下，竟找不着甚麽，不过有叶子，因为不是收无花果的时候。耶稣就对树说：从今以後，永没有人吃你的果子。他的门徒也听见了。 他们来到耶路撒冷。 耶稣进入圣殿，赶出殿里作买卖的人，推倒兑换银钱之人的桌子，和卖鸽子之人的凳子；也不许人拿着器具从殿里经过；便教训他们说： 经上不是记着说：我的殿必称为万国祷告的殿麽？ 你们倒使他成为贼窝了。 祭司长和文士听见这话，就想法子要除灭耶稣，却又怕他，因为众人都希奇他的教训。 |
| ——《馬可福音》第11章第11节至第15节参（和合本） | |

《馬可福音》第11章第20节至第24节参记载，第二天，彼得观察到那棵无花果树枯萎了；耶稣回答说，无论是谁，只要真正地心里相信他的命令会得到成就，都可以将一座山挪开，投在海裏。在保罗书信之一《哥林多前书》，也有类似的说法，说到信心可以移山。三卷对观福音之一的《馬太福音》第21章第18节至第22节参则记载，无花果树立即枯萎，当时门徒们都看见了。

### 无花果树不结果的比喻
无花果树不结果的比喻是《路加福音》第13章第6节至第9节参记载的一个耶稣的比喻。管理葡萄园的人抱着希望，这棵已经有三年不结果的无花果树到下一年可能会结出果实。
|                                              | 正当那时，有人将彼拉多使加利利人的血搀杂在他们祭物中的事告诉耶稣。 耶稣说，你们以为这些加利利人比众加利利人更有罪，所以受这害么？ 我告诉你们，不是的，你们若不悔改，都要如此灭亡。 从前西罗亚楼倒塌了，压死十八个人，你们以为那些人比一切住在耶路撒冷的人更有罪么？ 我告诉你们，不是的，你们若不悔改，都要如此灭亡。 于是用比喻说，一个人有一棵无花果树，栽在葡萄园里。他来到树前找果子，却找不着。 就对管园的说，看哪，我这三年，来到这无花果树前找果子，竟找不着，把他砍了吧，何必白占地土呢。 管园的说，主阿，今年且留着，等我周围掘开土，加上粪。以后若结果子便罢，不然再把他砍了。 |
| ——《路加福音》第13章第1节至第9节参（和合本） | |

### 无花果树发芽的比喻
无花果树发芽的比喻是耶稣在橄榄山讲论中讲的一个耶稣的比喻，记载于《馬太福音》第24章第32节至第36节参、《馬可福音》第13章第28节至第32节参和《路加福音》第21章第29节至第33节参。
|                                                | 你们可以从无花果树学个比方，当树枝发嫩长叶的时候，你们就知道夏天近了。这样，你们看见这一切的事，也该知道人子近了，正在门口了。我实在告诉你们，这世代还没有过去，这些事都要成就。天地要废去，我的话却不能废去。 但那日子、那时辰，没有人知道，连天上的使者也不知道、子也不知道、惟独父知道。挪亚的日子怎样，人子降临也要怎样。当洪水以前的日子，人照常吃喝嫁娶，直到挪亚进方舟的那日。不知不觉洪水来了，把他们全都冲去。人子降临也要这样。那时，两个人在田里，取去一个，撇下一个。两个女人推磨，取去一个，撇下一个。所以你们要儆醒，因为不知道你们的主是那一天来到。 |
| ——《馬太福音》第24章第32节至第42节参（和合本） | |

|                                      | 耶稣又设比喻对他们说，你们看无花果树和各样的树。当它们发芽的时候，你们一看见自然晓得夏天近了。这样，你们看见这些事渐渐的成就，也该晓得神的国近了。我实在告诉你们，这世代还没有过去，这些事都要成就。天地要废去、我的话却不能废去。 你们要谨慎，恐怕因贪食醉酒并今生的思虑，累住你们的心，那日子就如同网罗忽然临到你们。因为那日子要这样临到全地上一切居住的人。你们要时时儆醒、常常祈求、使你们能逃避这一切要来的事、得以站立在人子面前。 |
| ——《路加福音》第21章第29节至第36节参 | |

耶稣解释“无花果树发芽的比喻”时所讲的“这世代（generation）”一般被认为指的是看见“无花果树发芽长叶”所比喻的希伯来圣经和耶稣关于末世的一切预言渐渐成就的这一代人。耶稣所说明的末世预兆详见橄榄山讲论。
|                                               | 耶稣在橄榄山上坐着，门徒暗暗的来说，请告诉我们，什么时候有这些事？你降临和世界的末了，有什么预兆呢？ 耶稣回答说，你们要谨慎，免得有人迷惑你们。 - 因为将来有好些人冒我的名来，说，我是基督，并且要迷惑许多人。 你们也要听见打仗和打仗的风声，总不要惊慌。因为这些事是必须有的。只是末期还没有到。 - 民要攻打民，国要攻打国。 - 多处必有饥荒、地震。 这都是灾难的起头。（灾难原文作“生产之难”） - 那时，人要把你们陷在患难里，也要杀害你们。你们又要为我的名，被万民恨恶。 - 那时，必有许多人跌倒，也要彼此陷害，彼此恨恶。 - 且有好些假先知起来、迷惑多人。 - 只因不法的事增多，许多人的爱心，才渐渐冷淡了。 惟有忍耐到底的，必然得救。 - 这天国的福音，要传遍天下，对万民作见证，然后末期才来到。 |
| ——《馬太福音》第24章第3节至第14节参（和合本） | |